# 애국공당
애국공당(일본어: 愛国公党 아이코쿠코토[*])은 근대 일본의 정당으로, 두 차례 만들어졌다.

## 1874년 애국공당
정한론과 메이지 6년 정변 등으로 하야하게 된 이타가키 다이스케 등이 행복안전사(幸福安全社)를 기초로 메이지 7년(서기 1874년) 1월 12일 도쿄 교바시구 긴자의 소에지마 다네오미 저택에서 결성했다. 천부인권론에 의거하여 인간 기본권을 보호하는 민찬의원 설립을 정부에 요구하는 것이 당면한 첫 번째 정치적 문제였다. 1월 17일, 이타가키와 소에지마 등은 정부에 『민찬의원설립건백서』를 제출했다. 건백서에는 이 두사람 외에 고토 쇼지로, 에토 신페이, 코무로 시노부, 유리 키미마사, 오카모토 켄자부로, 후루사와 시게루가 연명했다.
애국공당은 일본 정치사에서 극초기의 정치결사로 꼽힌다. 하지만 의회가 개설되기 전에 활동을 시작했고, 이타가키는 귀향, 에토가 사가의 난에 연루되어 주살되었기 때문에 활동이 중단되고 자연소멸을 맞이했다.

## 1890년 애국공당
메이지 23년(서기 1890년) 5월 5일 구 자유당의 토사파를 중심으로 설립된 정당이다. 대동단결운동 분열 이후의 사태에 대응하고, 이타가키 등이 구 자유당원들을 애국공당으로 결집시키려 한 것이 창당의 계기가 되었다. 창당 이후 곧바로 자유당, 대동구락부와 합동하기로 교섭이 되면서 5월 14일 삼파가 연합해 경인구락부를 결성하기로 결의했다. 8월 4일 애국공당은 해체하고 큐슈동지회까지 사파가 합동하여 9월 15일 입헌자유당을 결성하게 되었다.

## 같이 보기
- 자유민주주의